# Bowling en los Juegos Asiáticos de 2018
El evento de bowling en los Juegos Asiáticos de 2018 se disputó en el Centro de Bolos de Jakabaring, Palembang, Indonesia del 22 al 27 de agosto.

## Medallero
| N.º   | País               | Oro | Plata | Bronce | Total |
| ----- | ------------------ | --- | ----- | ------ | ----- |
| 1     | Corea del Sur      | 2   | 2     | 2      | 6     |
| 2     | Malasia            | 2   | 2     | 0      | 4     |
| 3     | Japón              | 2   | 0     | 0      | 2     |
| 4     | República de China | 0   | 1     | 2      | 3     |
| 5     | Hong Kong          | 0   | 1     | 0      | 1     |
| 6     | Singapur           | 0   | 0     | 2      | 2     |
| Total | Total              | 6   | 6     | 6      | 18    |

## Medallistas

### Hombres
| Evento      | Oro                                                                                            | Plata                                                                                     | Bronce                                                                                               |
| ----------- | ---------------------------------------------------------------------------------------------- | ----------------------------------------------------------------------------------------- | --- |
| Tríos       | Japón Shusaku Asato Tomoyuki Sasaki Shogo Wada                                                 | Malasia Muhammad Rafiq Ismail Ahmad Muaz Mohd Fishol Tan Chye Chern                       | Singapur Alex Chong Muhammad Jaris Goh Darren Ong                                                    |
| Equipo de 6 | Corea del Sur Choi Bo-keum Hong Hae-sol Park Jong-woo Kim Jong-wook Koo Seong-hoi Kang Hee-won | Hong Kong Tse Chun Hin Lau Kwun Ho Wong Kwan Yuen Tseng Tak Hin Mak Cheuk Yin Wu Siu Hong | República de China Wu Ming-hao Chen Hsi-nan Hung Kun-yi Chen Ming-tang Lin Pai-feng Hsieh Chin-liang |
| Maestros    | Muhammad Rafiq Ismail Malasia                                                                  | Park Jong-woo Corea del Sur                                                               | Koo Seong-hoi Corea del Sur                                                                          |

### Mujeres
| Evento      | Oro                                                                                    | Plata | Bronce                                                                                                 |
| ----------- | -------------------------------------------------------------------------------------- | --- | --- |
| Tríos       | Malasia Cheah Mei Lan Siti Safiyah Abdul Rahman Syaidatul Afifah Badrul Hamidi         | República de China Chou Chia-chen Pan Yu-fen Tsai Hsin-yi                                                              | Singapur Bernice Lim Daphne Tan Joey Yeo                                                               |
| Equipo de 6 | Corea del Sur Baek Seung-ja Han Byul Kim Hyun-mi Lee Na-young Lee Yeon-ji Ryu Seo-yeon | Malasia Cheah Mei Lan Syaidatul Afifah Badrul Hamidi Natasha Roslan Jane Sin Siti Safiyah Abdul Rahman Shalin Zulkifli | República de China Chang Yu-hsuan Pan Yu-fen Chou Chia-chen Tsai Hsin-yi Huang Chiung-yao Wang Ya-ting |
| Maestros    | Mirai Ishimoto Japón                                                                   | Lee Yeon-ji Corea del Sur                                                                                              | Lee Na-young Corea del Sur                                                                             |